# Jaime de Armagnac
Jaime de Armagnac (c. 1433 – 4 de agosto de 1477), era un noble francés, conde de Pardiac y vizconde de Carlat (1462-1477), duque de Nemours, y conde de la Marche (1464-1477).

## Primeros años de vida
Fue hijo de Bernardo de Armagnac, conde de Pardiac, y Leonor de Borbón, duquesa de Nemours y condesa de la Marche.
Siendo conde de Castres durante el reinado de Carlos VII de Francia, Jaime de Armagnac combatió en Normandía en 1449 y 1450, y posteriormente en Guyena. El rey Luis XI lo colmó de honores. Cuando Armagnac sucedió a su padre en 1462, y se casó con Luisa de Anjou, ahijada del rey, Armagnac recibió el ducado de Nemours, el cual había disputado con el rey de Navarra.
Fue enviado por el rey a pacificar el Condado del Rosellón, lo cual consiguió con relativa rapidez. Al sentir que no había sido recompensado justamente por su éxito, el duque se unió a la Liga por el Bien Público, que desafió al poder del rey durante nueve meses en 1465. El duque y el rey se reconciliaron, pero el duque volvió a intrigar contra el monarca. El rey entonces sitió el castillo del duque de Nemours en Carlat. El duque fue hecho prisionero y decapitado en 1477.